# San Martino Valle Caudina
San Martino Valle Caudina är en ort och kommun i provinsen Avellino i regionen Kampanien i Italien. Kommunen hade 4 892 invånare (2017).